# 지방도 제1027호선
지방도 제1027호선(서부 ~ 범서선)은 경상남도 울산시 동구 서부동과 범서면을 잇던 경상남도의 지방도이다.
1995년 도로현황조서까지는 방어진~정자선으로 되어있고, 동구 방어동과 울주구 강동면 정자리를 잇는 도로였다. 1996년 도로현황조서 기준으로 서부 ~ 범서선으로 변경되었고, 총연장도 21.9km에서 35.2km로 증가되었다.
1997년 울산시가 울산광역시로 승격하면서 1998년부터 지방도 지정이 해제되었고, 자치구 구간은 울산광역시도, 울주군 구간은 울주군도로 전환되었다.

## 주요 경유지
- 울산시
  - 동구 서부동
  - 울주구 범서면